# Ягроваць
45°13′ пн. ш. 15°45′ сх. д. / 45.21° пн. ш. 15.75° сх. д.
Ягроваць (хорв. Jagrovac) — населений пункт у Хорватії, в Карловацькій жупанії у складі громади Войнич.

## Населення
Населення за даними перепису 2011 року становило 44 осіб.
Динаміка чисельності населення поселення: